# 広田正敏
広田 正敏（ひろた まさとし、1936年7月12日 - 2016年3月12日）は、日本のフランス文学者、翻訳家。

## 略歴
兵庫県生まれ。1959年京都大学文学部仏文科卒。1963年同大学院博士課程中退。鹿児島大学教養部助教授。1969年9月京都産業大学助教授。1982年静岡大学人文学部助教授、教授、神戸大学国際文化学部教授。2000年定年退官、名誉教授。
叙正五位、瑞宝小綬章追贈。

## 著書
- 『ジョーカー』（檸檬社） 1981
- 『ラフォルグの肖像』（JCA出版） 1984
- 『芸術の深層』（編集工房ノア） 2001

## 翻訳
- 『ミヨー』（ジャン・ロワ、音楽之友社、不滅の大作曲家） 1971
- 『老いたるフランス / 水ぶくれ』（ロジェ・マルタン・デュ・ガール、店村新次共訳、三修社） 1973
- 『メシアン』（ピエレット・マリ、矢内原伊作共訳、音楽之友社、不滅の大作曲家） 1973
- 『ノディエ幻想作品集』（創土社） 1976
- 『ポルトガル史』（アルベール=アラン・ブールドン、福嶋正徳共訳、白水社、文庫クセジュ） 1979
- 『今晩はテレーズ』（エルザ・トリオレ、創土社） 1980
- 『ラフォルグ全集』全3巻（創土社） 1981

## 参考
- 『ラフォルグの肖像』著者紹介